# Delfimeus irroratus
Delfimeus irroratus is een insect uit de familie van de mierenleeuwen (Myrmeleontidae), die tot de orde netvleugeligen (Neuroptera) behoort. 
Delfimeus irroratus is voor het eerst wetenschappelijk beschreven door Olivier in 1811.